# Psyko Punkz
Psyko Punkz (bürgerlich Wietse Amersfoort, * 19. Juli 1986) ist ein niederländischer Hardstyle-DJ, der beim belgischen Label Dirty Workz unter Vertrag steht. Bis Juni 2016 waren Psyko Punkz ein Duo, Sven Sieperda produziert seitdem unter seinem alias Keltek.

## Geschichte
Live traten Psyko Punkz neben dem Tomorrowland-Festival (2010–2013) und dem Airbeat One (2013) auch auf der Hauptbühne der Defqon.1 (2010), des Mayday (2013), Reverze, Hardbass und der Qlimax auf. Für letztere komponierten sie 2012 die Hymne Fate or Fortune. 2009 komponierten sie die Hymne Capital of the Harder Styles für das Bassleader-Event. Sie hatten auch Auftritte in den Vereinigten Staaten, in Australien und in Großbritannien. 2014 komponierten sie die Hymne für die Decibel. Ende Juni 2016 gaben die beiden bekannt, nicht mehr gemeinsam aufzutreten. Sieperda wird weiterhin produzieren, jedoch wird Amersfoort alleine auf der Bühne stehen. Den letzten gemeinsamen Auftritt hatten die beiden auf der Defqon.1 2016.
2017 trat Wietse Amersfoort alleine als Psyko Punkz zwei Mal bei der Defqon.1 auf, unter anderem beim Legends-Set zum 15-jährigen Jubiläum.

## Auszeichnungen
- 2010: Fear.FM Award (Kategorie „Best Track“)
- 2011: Hard Dance Award (Kategorie „Best New Face“)[6]

## Diskografie

### Alben
- 2017: Wietse

### Singles
- 2008: Raise Your Hands
- 2008: Ghostclass
- 2009: Capital of the Harder Styles (Bassleader 2009 Hymne)
- 2009: Overclipping
- 2010: Rock Ya Attitude
- 2010: Dreamer
- 2011: The Words (feat. Coone)
- 2018: Telecommunication
- 2018: The Apex (feat. Keltek)
- 2018: New Earth
- 2018: Never Surrender (feat. Devin Wild)
- 2020: Everything We Are (feat. Brennan Heart)
- 2020: Garden of Magic

### EPs
- 2010: Bass Boom
- 2012: Psyko Foundation

### Sonstige Veröffentlichungen
- 2011: Disrespect (versus Headhunterz)
- 2012: Stream of Blood
- 2013: Trippy Hippie (featuring Murda)
- 2013: Love This Life
- 2013: Electro Bam
- 2014: This Is Your Life (featuring Mc Lyte & Chris Willis)
- 2014: Drunken Masta (featuring Dope D.O.D.)
- 2014: We Stay Up
- 2015: Like a Loco
- 2015: Doutzen
- 2015: Ninja
- 2016: Born as a Rebel
- 2016: Spaceship